# 朽松木烷
朽松木烷也称为18-去甲松香烷（英語：18-Norabietane）是一种全氢菲衍生物，分子式C19H34，是许多二萜类物质的结构骨架。